# Загон (фильм)
«Загон» — художественный фильм, политический триллер, режиссёра Игоря Гостева. Совместное производство СССР и Сирии.

## Сюжет
Действие происходит во времена холодной войны в одной из развивающихся стран арабского мира. На её территории открыто перспективное месторождение полезного ископаемого тантала. Борьба СССР и США за влияние на лидеров государства обостряется. Политические столкновения переходят в террор и насилие. ЦРУ целенаправленно разжигает недовольство религиозных общин и организует студенческие волнения.
Президент Мухаммед вынужден лавировать между двумя силами и собирается дать отпор вмешательству США и перейти на сторону СССР. Во время военного парада организовано покушение на прогрессивно настроенного лидера страны. За покушением стоят американские спецслужбы.
В фильме покушение на президента Мухаммеда организовано точно так же, как и реальное покушение на президента Египта Анвара Садата в 1981 году.

## В ролях
- Гражина Шаполовска — Клер Риджуэй
- Леонид Филатов — Крафт / майор, затем полковник Мустафа ас-Салем
- Донатас Банионис — Гарри Майлстоун (озвучил Всеволод Ларионов)
- Георгий Жжёнов — посол СССР Андрей Васильевич Меньшиков
- Юозас Будрайтис — посол США Гарднер (озвучил Александр Белявский)
- Владислав Стржельчик — генерал Джордж Белл, заместитель директора ЦРУ
- Владимир Самойлов — министр внутренних дел
- Бимболат Ватаев — Азиз, Эмир Иосфании
- Ассад Фудда — президент Мухаммед (озвучил Юрий Яковлев)
- Софико Чиаурели — жена президента
- Адель Аль-Хадад — сын президента
- Лев Поляков — начальник личной охраны президента
- Абу Ганем — премьер-министр (озвучил Алексей Алексеев)
- Талхат Хамди — генерал Кемаль, впоследствии новый президент
- Борис Токарев — сотрудник посольства
- Мамдух Аль-Аттраш — Ахмед
- Ислам Казиев — следователь
- Александр Сайко — телеоператор
- Хани Шахин — инженер Али
- Леонид Куравлёв — профессор Сергей Антонович Захаров
- Александра Афанасьева-Шевчук — дочь Захарова
- Ирина Шевчук — жена Захарова
- Владимир Епископосян — лидер исламистов

## Съёмочная группа и детали
- Режиссёры: Игорь Гостев, Римон Бутрос (участие)
- Сценаристы: Игорь Беляев, Римон Бутрос, Игорь Гостев, Вадим Трунин
- Оператор: Анатолий Иванов, Самир Джабера (Samir Jabera)
- Композитор: Андрей Петров
- Художник: Владимир Донсков
- Звукорежиссёр: Владимир Курганский

Помимо СССР, съемки фильма проходили в Зальцбурге и Дамаске. Съёмки парада и покушения на президента Мухаммеда проходили на авиабазе Вазиани в Грузии.
По утверждению Фёдора Раззакова, не соответствующий тогдашним перестроечным настроениям в обществе фильм был доснят до конца только из-за того, что он был совместной постановкой. Раззаков также утверждает, что тем не менее фильм «подвергался критике», в частности, примером такой «критики» Раззаков называет статью Аллы Гербер в «Советском экране», иронично отметившей в ней, что «по установкам доперестроечного периода картина выдержана, я бы сказала, идеально».
Фильм посмотрели 16 млн зрителей и в рейтинге он оказался между «Ассой» Сергея Соловьёва и «Дорогой Еленой Сергеевной» Эльдара Рязанова.